# Asplenium adulterinum
Asplenium adulterinum là một loài dương xỉ trong họ Aspleniaceae. Loài này được Milde mô tả khoa học đầu tiên năm 1865.

## Hình ảnh

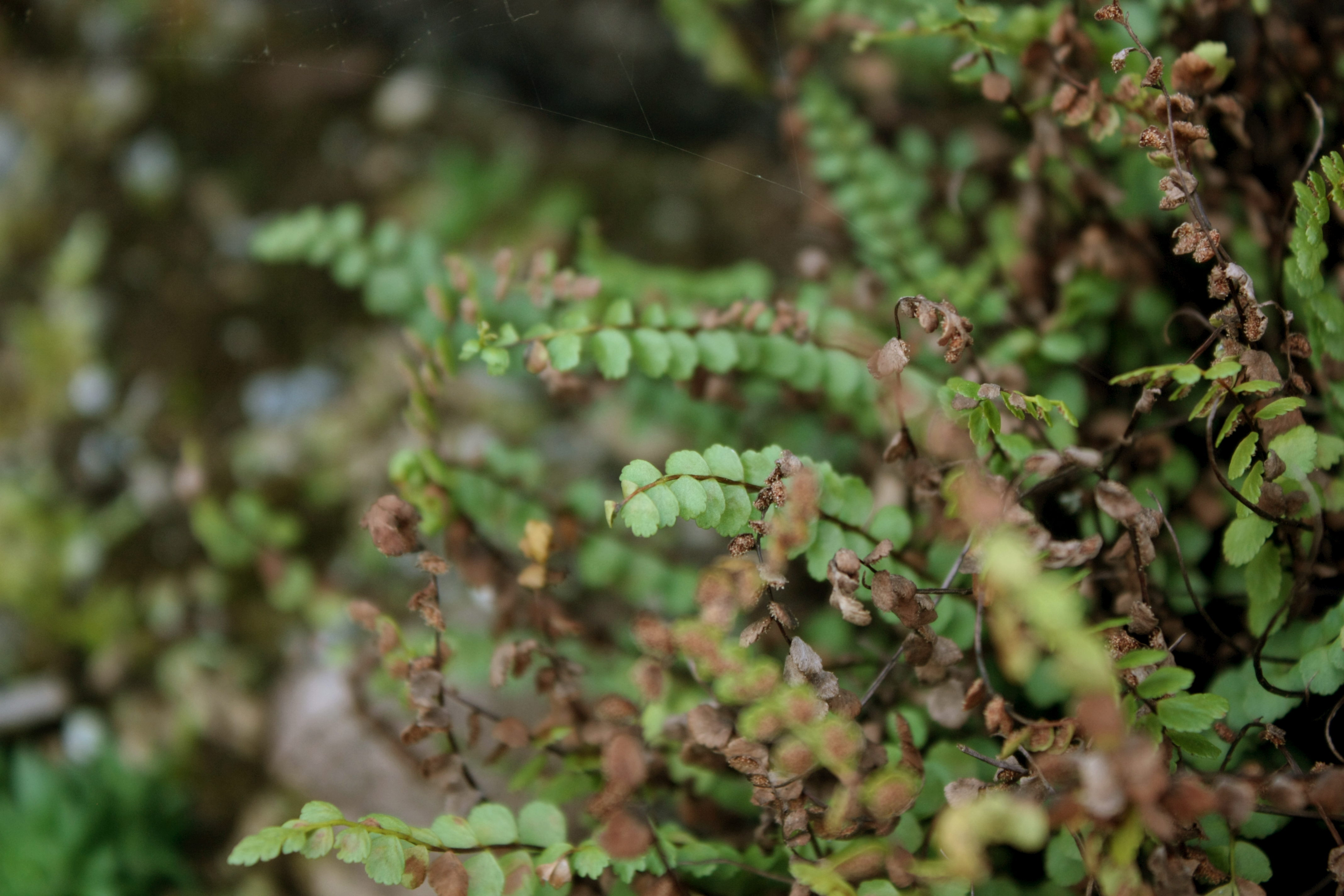
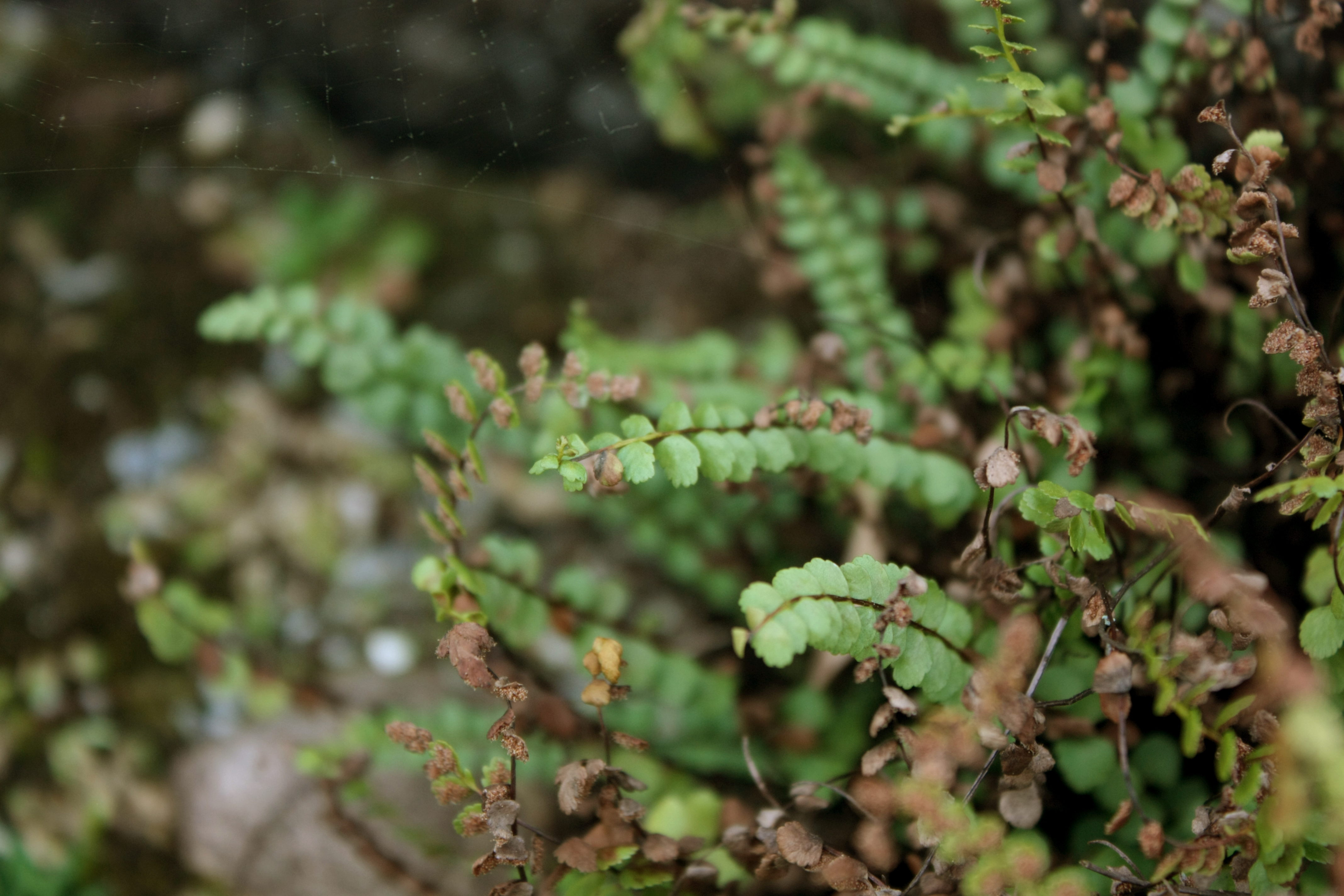